# サイエンスショップ
サイエンスショップ (Science Shop) とは、地域住民や非政府組織が抱えている問題や疑問、社会的課題を持ち込んで、それに科学者や専門家が調査、開発研究を行って、そこから得られた成果を持ち込んだ地域住民や非政府組織のメンバーに対してのみならず、公共的な領域（＝パブリック・ドメイン）で提供することができる組織、またはその運営組織のことである。これは、1970年代前後のオランダの学生運動で、大学が所有しているアカデミックリソースを広く市民に解放しようとした試みがルーツで、2000年代に入ってからは学術機関による社会貢献のひとつの可能性として関心を集めるようになってきた。
ショップ (Shop) とはいうものの、商業的な資本主義の意味での商店を意味するものではなく、大学や市民団体による「ワークショップ」のような意味での「ショップ」であり、池田光穂が指摘するように「工房」的なものである。

## サイエンスショップの特徴
大阪大学のサイエンスショップの設置に関わった歴史人類学者の春日匠によるサイエンスショップの特徴は、以下の四点に集約される。
1. サイエンスショップは、科学者が市民社会の要求をベースに研究・開発を行う組織である。
2. 一般に大学の付属組織として立ち上げられるか、NPOの形態を採る。
3. 外部の市民やNPOから社会課題の指摘を受け、それを適切な専門家にマッチングすることが、使命である。
4. 企業からの委託研究と違い、市民やNPOから人件費、研究費などを受け取らない。

## 展開
既にヨーロッパ、アジア、北米などで、サイエンスショップの試みは進んでいる。アメリカ合衆国では、コミュニティ・ベイスド・リサーチ(地域に根ざした研究開発、Community Bases Research、CBRと略称される)という名でこうした活動が、1960年代から始まっており、近年は、サイエンスショップの国際ネットワーク(Living Knowledge, The International Science Shop Network)と連動するようになってきている。
日本では、宇井純の東京大学での自主講座「公害原論」を始め、「原子力資料情報室」、「市民科学研究室/科学と社会を考える土曜講座」といった市民団体の活動があったが、大学での取り組みはまだ少なく、熊本大学、神戸大学、大阪大学に限られている。